# PEC in het seizoen 1949/50
Het seizoen 1949/1950 was het 39e jaar in het bestaan van de Zwolse voetbalclub PEC. De club kwam uit in de Tweede Klasse Oost B.

## Wedstrijdstatistieken

### Tweede Klasse B
| Labor                                                        |                                                 |               |                                                |
|                                                              | PEC                                             | 2 – 1 (1 – 1) | DVV Labor                                      |
| 15 januari 1949 Plaats: Zwolle Gemeentelijk Sportpark        | Cornelis Mulder 3' Wim Overmars                 |               | (e.d.) Tames Slechts                           |
|                                                              | DVV Labor                                       | 2 – 1 (0 – 1) | PEC                                            |
| 9 oktober 1949 Plaats: Deventer Sportpark Labor              | Jager 80' Maatman jr 88'                        |               | 35' Dorus Schotman                             |
| Z.A.C.                                                       |                                                 |               |                                                |
|                                                              | PEC                                             | 0 – 0         | ZAC                                            |
| 26 februari 1950 Plaats: Zwolle Gemeentelijk Sportpark       |                                                 |               |                                                |
|                                                              | ZAC                                             | 3 – 2 (? – ?) | PEC                                            |
| 23 oktober 1949 Plaats: Zwolle Sportpark Veerallee           | Chris Meekers 5' Chris Meekers Wim v.d.Boom 79' |               | 18' Henk van der Haar                          |
| Rheden                                                       |                                                 |               |                                                |
|                                                              | PEC                                             | 1 – 1 (1 – 1) | VV Rheden                                      |
| 18 december 1949 Plaats: Zwolle Gemeentelijk Sportpark       | Dick Scholder                                   |               | Boskamp                                        |
|                                                              | VV Rheden                                       | 1 – 0 (0 – 0) | PEC                                            |
| 25 september 1949 Plaats: Rheden Sportpark Rheden            | Bosveld                                         |               |                                                |
| Robur et Velocitas                                           |                                                 |               |                                                |
|                                                              | PEC                                             | 2 – 2 (1 – 0) | Robur et Velocitas                             |
| 16 oktober 1949 Plaats: Zwolle Gemeentelijk Sportpark        | Cornelis Mulder 30' Thijs van de Graaf          |               | Ponstijn (pen) Ponstijn                        |
|                                                              | Robur et Velocitas                              | 0 – 2 (0 – 2) | PEC                                            |
| 5 februari 1950 Plaats: Apeldoorn Sportpark Kerschoten       |                                                 |               | 30' Dick Scholder Joop Schuman                 |
| Sallandia                                                    |                                                 |               |                                                |
|                                                              | PEC                                             | 1 – 1 (? – ?) | DVV Sallandia                                  |
| 11 september 1949 Plaats: Zwolle Gemeentelijk Sportpark      |                                                 |               |                                                |
|                                                              | DVV Sallandia                                   | 0 – 1 (0 – 0) | PEC                                            |
| 27 november 1949 Plaats: Deventer Sportpark Sallandia        |                                                 |               |                                                |
| Be Quick                                                     |                                                 |               |                                                |
|                                                              | PEC                                             | 2 – 2 (? – ?) | ZVV Be Quick                                   |
| 4 september 1949 Plaats: Zwolle Gemeentelijk Sportpark       |                                                 |               |                                                |
|                                                              | ZVV Be Quick                                    | 0 – 2 (0 – 0) | PEC                                            |
| 8 januari 1950 Plaats: Zutphen Sportpark Zuidveen            |                                                 |               | 88' (pen) Tames Slechts                        |
| Doesburg                                                     |                                                 |               |                                                |
|                                                              | PEC                                             | 2 – 3 (1 – 2) | SC Doesburg                                    |
| 12 maart 1950 Plaats: Zwolle Gemeentelijk Sportpark          | Joop Schuman 5' Joop Schuman 89'                |               | Trentelman van Waardenberg 48' van Waardenberg |
|                                                              | SC Doesburg                                     | 1 – 0 (1 – 0) | PEC                                            |
| 13 november 1949 Plaats: Doesburg Sportpark Oranjesingel     | Hartemink 15'                                   |               |                                                |
| W.V.C.                                                       |                                                 |               |                                                |
|                                                              | PEC                                             | 1 – 0 (0 – 0) | WVC                                            |
| 26 december 1949 Plaats: Zwolle Gemeentelijk Sportpark       | Dick Scholder 90'                               |               |                                                |
|                                                              | WVC                                             | 3 – 2 (1 – 0) | PEC                                            |
| 18 september 1949 Plaats: Winterswijk Sportpark De Morgenzon | Iking                                           |               |                                                |
| A.Z.C.                                                       |                                                 |               |                                                |
|                                                              | PEC                                             | 0 – 0         | AZC Zutphen                                    |
| 30 oktober 1949 Plaats: Zwolle Gemeentelijk Sportpark        |                                                 |               |                                                |
|                                                              | AZC Zutphen                                     | 0 – 0         | PEC                                            |
| 5 maart 1950 Plaats: Zutphen Sportpark AZC Zutphen           |                                                 |               |                                                |

## Selectie

### Selectie 1949/50
| Nat.               | Naam                | Competitie | Competitie | Beker   | Beker   | Totaal  | Totaal  | Seizoen | Vorige club |         |         |         |         |         |
| Nat.               | Naam                | W          |            | W       |         | W       |         | Seizoen | Vorige club |         |         |         |         |         |
| Doelman            | Doelman             | Doelman    | Doelman    | Doelman | Doelman | Doelman | Doelman | Doelman | Doelman     | Doelman | Doelman | Doelman | Doelman | Doelman |
| ------------------ | ------------------- | ---------- | ---------- | ------- | ------- | ------- | ------- | ------- | ----------- | ------- | ------- | ------- | ------- | ------- |
| Vlag van Nederland | Harry van der Vegte | –          | –          | –       | –       | –       | –       | 13e     | Onbekend    |         |         |         |         |         |
| Veldspelers        |                     |            |            |         |         |         |         |         |             |         |         |         |         |         |
| Vlag van Nederland | Wim van der Vegt    | –          | –          | –       | –       | –       | –       | 13e     | Onbekend    |         |         |         |         |         |
| Vlag van Nederland | Johan Drost         | –          | –          | –       | –       | –       | –       | –       | Onbekend    |         |         |         |         |         |
| Vlag van Nederland | Wim Kieft           | –          | –          | –       | –       | –       | –       | –       | Onbekend    |         |         |         |         |         |
| Vlag van Nederland | Dick Scholder       | –          | –          | –       | –       | –       | –       | –       | Onbekend    |         |         |         |         |         |
| Vlag van Nederland | Henk Zoomers        | –          | –          | –       | –       | –       | –       | –       | Onbekend    |         |         |         |         |         |
| Vlag van Nederland | Gé Maalstee         | –          | –          | –       | –       | –       | –       | –       | Onbekend    |         |         |         |         |         |
| Vlag van Nederland | Jan Reiziger        | –          | –          | –       | –       | –       | –       | –       | Onbekend    |         |         |         |         |         |
| Vlag van Nederland | Cornelis Mulder     | –          | –          | –       | –       | –       | –       | –       | Onbekend    |         |         |         |         |         |
| Vlag van Nederland | Wim Overmars        | –          | –          | –       | –       | –       | –       | –       | Onbekend    |         |         |         |         |         |
| Vlag van Nederland | Drenthe             | –          | –          | –       | –       | –       | –       | –       | Onbekend    |         |         |         |         |         |
| Vlag van Nederland | Joop Schuman        | –          | –          | –       | –       | –       | –       | 1e      | Jeugd       |         |         |         |         |         |
| Nat.               | Naam                | W          |            | W       |         | W       |         | Seizoen | Vorige club |         |         |         |         |         |
| Nat.               | Naam                | Competitie | Competitie | Beker   | Beker   | Totaal  | Totaal  | Seizoen | Vorige club |         |         |         |         |         |

## Statistieken PEC 1949/1950

### Eindstand PEC in de Nederlandse Tweede Klasse 1949 / 1950
| Stand | Gespeeld | Gewonnen | Gelijk | Verloren | Punten | Doelpunten voor | Doelpunten tegen |
| ----- | -------- | -------- | ------ | -------- | ------ | --------------- | ---------------- |
| 5e    | 18       | 5        | 7      | 6        | 17     | 21              | 20               |

### Punten per tegenstander
|       | Labor | Z.A.C. | Rheden | Robur et Velocitas | Sallandia | Be Quick | Doesburg | W.V.C. | A.Z.C. |
| ----- | ----- | ------ | ------ | ------------------ | --------- | -------- | -------- | ------ | ------ |
| Thuis | 2     | 1      | 1      | 1                  | 1         | 1        | 0        | 2      | 1      |
| Uit   | 0     | 0      | 0      | 2                  | 2         | 2        | 0        | 0      | 1      |

### Doelpunten per tegenstander
|       | Labor | Z.A.C. | Rheden | Robur et Velocitas | Sallandia | Be Quick | Doesburg | W.V.C. | A.Z.C. | Totaal |
| ----- | ----- | ------ | ------ | ------------------ | --------- | -------- | -------- | ------ | ------ | ------ |
| Thuis | 2     | 0      | 1      | 2                  | 1         | 2        | 2        | 1      | 0      | 11     |
| Uit   | 1     | 2      | 0      | 2                  | 1         | 2        | 0        | 2      | 0      | 10     |
|       |       |        |        |                    |           |          |          |        |        | 21     |